# Инцидент 12-3
Инцидент 12-3 (кит. 一二·三事件; порт. Motim 1-2-3) — представляет собой серию политических демонстраций и беспорядков, направленных против португальского колониального правления в Макао, которые произошли 3 декабря 1966 года. Инцидент, вдохновленный Культурной революцией в Китайской Народной Республике (КНР), стал прямым ответом на жестокие репрессии со стороны колониальных властей, которые применили силу против местных китайских протестующих, выступающих против коррупции и колониализма в Макао.
Под давлением деловых кругов Макао и китайского правительства колониальные власти согласились удовлетворить требования протестующих и принесли извинения за жестокое подавление. Суверенитет Португалии над Макао значительно ослаб после инцидента, что привело к усилению китайских позиции над этой территорией, впервые за 33 года до её окончательной передачи Китаю.

## Предыстория
Португальская оккупация Макао делится на три основные политические эпохи. Первая началась с основания первого португальского поселения в Макао в 1557 году и продолжалась до 1849 года. В этот период администрация поселения имела юрисдикцию только над португальской общиной. Вторая эпоха, известная как «колониальный период», согласно большинству исследователей, охватывает время с 1849 по 1974 год. Именно в этот период португальская колониальная администрация начала активно вмешиваться в жизнь как португальской, так и китайской общин в Макао.
26 марта 1887 года был подписан Лиссабонский протокол, согласно которому Китай признал «вечную оккупацию и управление Макао» Португалией, которая, в свою очередь, обязалась не передавать Макао третьей стороне без согласия китайского правительства. Это было подтверждено в Пекинском договоре 1 декабря 1887 года. В период колониального правления развитие португальского Макао было замедлено из-за сложной колониальной бюрократии и коррупции. В обществе также существовали расовая сегрегация и разделение: почти все государственные должности и служебные позиции в Макао занимали португальцы.
В сентябре 1945 года Министерство иностранных дел Китайской Республики выразило португальскому правительству желание вернуть Макао под контроль Китая. Однако, из-за Гражданской войны в Китае, переговоры между Гоминьданом и португальцами были отложены на неопределенный срок. Основание Китайской Народной Республики в 1949 году вызвало массовый исход беженцев и сторонников Гоминьдана в Макао.
До инцидента 12-3, как Гоминьдан, так и Коммунистическая партия Китая (КПК) имели представительства в Макао. После основания КНР португальское колониальное правительство открыло неофициальные отношения с с ним, а не с Гоминьданом, главным образом из-за близости Макао к материковому Китаю через наземную границу. После основания КНР, влияние коммунистов значительно возросло в Макао, особенно среди деловых кругов колонии, в то время как влияние националистов уменьшилось.

## Инцидент
Система образования в Макао была разделена по расовому признаку: в то время как китайцы были вынуждены отправлять своих детей либо в католические, либо в общинные школы, португальцы отправляли своих детей в полностью субсидируемые правительством частные школы. Сегрегация в образовании в Макао была предметом значительных споров среди местного населения. В 1966 году жители острова Тайпа, при поддержке китайских коммунистов, попытались получить разрешение на строительство частной школы. Несмотря на то, что португальские власти предоставили им участок земли, португальские чиновники задержали процесс оформления разрешений на строительство, так как не получили взяток от жителей острова. Несмотря на отсутствие разрешений от местной администрации, жители начали строительство.
15 ноября 1966 года сотрудники городской службы в Тайпе, заблокировали дальнейшее строительство школы, что привело к столкновению между китайскими протестующими и полицией Макао. Полиция, включая сотрудников в гражданской одежде, ранила более 40 человек, из которых 14 позже были задержаны.
В ответ группа из около 60 китайских студентов и рабочих устроила демонстрацию перед Дворцом губернатора в поддержку жителей острова Тайпа. Демонстранты скандировали революционные лозунги и зачитывали отрывки из Маленькой Красной Книги Мао Цзэдуна. 3 декабря 1966 года демонстранты начали беспорядки и осудили португальские власти за «фашистские злодеяния». Протестующие, подстрекаемые местными коммунистами и про-китайскими бизнесменами, разграбили португальские учреждения по всему Макао, такие как Мэрия Макао и Офис публичного нотариуса. Насилие также было направлено против местных китайских бизнесов и организаций, лояльных правительству Китайской Республики (КР), ныне находящемуся в Тайбэе. В отличие от соседнего Гонконга, который также столкнулся с беспорядками. Деловое сообщество в Макао в значительной степени не поддерживало колониальные власти. В материковом Китае, особенно в провинции Гуандун, хунвейбины, вдохновленные Культурной революцией и возмущенные насилием против китайцев в Макао, начали массово протестовать на границе между материковым Китаем и Макао.
Колониальные власти впоследствии приказали арестовать мятежников и демонстрантов, что вызвало ещё большее недовольство и поддержку оппозиции против португальской администрации. В ответ демонстранты свергли статую полковника Висенте Николау де Мескиты на площади Сенадо (порт. Largo do Senado) в центре города и оторвали правую руку статуи Жоржа Альвареша, расположенной на бывшем причале паромов. В здании Лиал Сенаду (мэрии) были сорваны портреты бывших губернаторов, книги и городские записи выброшены на улицу и сожжены. В результате был введен военный закон, разрешающий португальскому военному гарнизону и полиции жестко подавлять протесты. В ходе последующих столкновений было убито восемь протестующих, а в общей сложности 212 человек получили ранения. Также было арестовано 62 человека по обвинению в участии в протестах.

## Развитие конфликта
В ответ на подавление протестов, португальское правительство немедленно ввело блокаду новостей; были запрещены португалоязычные газеты и журналы, изданы приказы цензурировать сообщения о столкновениях в Макао как в газетах Португалии так и в газетах зарубежных провинции. В ответ на инцидент, китайское правительство направило Народно-освободительную армию на китайско-португальскую границу Макао. Также четыре китайских военных корабля вошли в воды Макао в ответ на репрессии.
Безопасное кольцо, установленное китайцами вокруг Макао, столкнулось с несколькими конфликтами, приведшими к жертвам, когда красные охранники пытались вторгнуться в Макао как с суши, так и с моря. Про-китайское сообщество Макао приняло подход «Трех Нету»: никаких налогов, никаких услуг и никакой продажи португальцам. Представляющей китайское сообщество Макао была про-китайская Комиссия из Тринадцати, возглавляемая Леоном Пуем, лидером про-китайской Ассоциации рабочих Макао.
Переговоры для разрешения ситуации и предотвращения дальнейшей эскалации между КНР, Комиссией из Тринадцати и португальским правительством проводились в Гуандуне. Главным переговорщиком с китайской стороны был Хо Инь, чье участие и стремление разрешить кризис, вызванный мятежом, было решающим, поскольку в тот момент он был единственным, кто мог напрямую связаться как с португальской колониальной администрацией, так и с китайскими официальными лицами в Гуанчжоу и Пекине, будучи представителем Макао в Законодательном совете.
Под давлением как Пекина, так и Лиссабона, колониальное правительство согласилось подписать соглашения с Комиссией из Тринадцати и Бюро внешних связей Гуандуна, а также официальное заявление с извинениями и взяло на себя ответственность за события 3 декабря 1966 года. 29 января 1967 года губернатор Макао Жозе Мануэл де Соуза и Фаро Нобре де Карвалью, с одобрения португальского премьер-министра Антониу де Оливейры Салазара, подписал заявление о прощении в Китайской торговой палате, под портретом Мао Цзэдуна, при председательстве Хо Инь как президента палаты.
Вместе с извинениями португальцы согласились усилить роль китайской деловой элиты Макао в управлении государственными делами Макао, пообещали больше не применять силу против китайского населения Макао и согласились выплатить компенсацию китайскому сообществу Макао в размере 2 миллионов макао-патака как компенсацию за восемь убитых и 212 раненых. В свою очередь, соглашение с правительством Гуандуна было более выгодным для Португалии; согласно соглашению, китайское правительство обязалось принять всех беженцев, прибывших в Макао с 30 января 1967 года, обещание, которое Китай сдержал до 1978 года.
Это ознаменовало начало равного отношения и признания китайской идентичности в Макао и начало фактического китайского контроля над территорией, при этом Хо Инь стал фактическим губернатором Макао. Португальский министр иностранных дел Альберту Франко Ногейра охарактеризовал роль Португалии в Макао после 1967 года как «опекуна кондоминиума под иностранным наблюдением». Китайские СМИ описали Макао как «полуосвобожденную зону». Вскоре после подписания соглашений китайские военные силы вокруг Макао и красные охранники на границе отступили.

## Последствия
С учётом того, что португальцы теперь лишь номинально оставались у власти в Макао, политическая власть всё больше переходила в руки про-китайских профсоюзов и бизнесменов. Официальные позиции Португалии и Китая по политическому статусу Макао не различались, так как обе стороны теперь описывали регион как китайскую территорию под португальским управлением, а не как колонию или заморскую территорию.
Вследствие растущего влияния Пекина, в Макао была подавлена деятельность, связанная с Гоминьданом; дипломатическая миссия Китайской Республики была закрыта, запрещено было вывешивание флага Китайской Республики, а школы, управляемые Гоминьданом, закрыты. Кроме того, беженцы из материкового Китая либо не допускались в Макао, либо насильно возвращались в Китай.
Подкреплённые своим успехом против португальцев, Комитет Тринадцати стал организовывать демонстрации против других учреждений в Макао, которые воспринимались как враждебные к Китаю. В частности, британское консульство и филиал Гонконгского иммиграционного департамента в Макао вновь стали мишенями для протестующих. Персонал британского консульства в Макао подвергался постоянной угрозе и преследованиям со стороны красных охранников, что привело к закрытию британского консульства в 1967 году.
25 апреля 1974 года группа левых офицеров организовала переворот в Португалии, свергнув правительство правой ориентации, которое находилось у власти 48 лет. Новое правительство начало переход Португалии к демократической системе и взяло на себя обязательства по деколонизации. В рамках политики деколонизации было предложено вернуть Макао Китаю в 1978 году. Однако китайское правительство отклонило это предложение, полагая, что преждевременная передача Макао повлияет на отношения с Гонконгом.
31 декабря 1975 года португальское правительство вывело оставшиеся войска из Макао. 8 февраля 1979 года португальское правительство решило разорвать дипломатические отношения с Китайской Республикой и установить дипломатические отношения с КНР на следующий день. Португалия и КНР признали Макао китайской территорией. Колония оставалась под португальским управлением до 20 декабря 1999 года, когда Макао было передано Китаю. Сын Хо Иня, Эдмунд Хо Хау Ва, стал первым Главой исполнительной власти Специального административного района Макао после передачи Макао в 1999 году.